# A211 (Frankrijk)
De A211 is een korte autosnelweg in de Noord-Franse stad Lens. De weg is een aftakking van de A21, die de stad Douai met de A26 richting Calais verbindt. De A211 loopt daarna ten zuidoosten van Lens en gaat na drie kilometer in de autoweg N17 richting Arras. 

## Geschiedenis
De A211 is in 1975 aangelegd.